# 伊万·比松
伊万·比松（義大利語：Ivan Bisson，1946年4月21日—），意大利男子篮球运动员。他曾代表意大利获得1972年夏季奥运会男子篮球比赛第四名和1976年夏季奥运会男子篮球比赛第五名。